# 坪野谷雅之
坪野谷 雅之（つぼのや まさゆき、1942年 - ）は、日本の実業家、教育者。住信アセットマネジメント株式会社（現・三井住友トラスト・アセットマネジメント）元代表取締役社長、住友信託銀行（現・三井住友信託銀行）元常務取締役、非営利活動法人Mother's Tree Japan理事長、立教大学元総長補佐、立教セカンドステージ大学元講師・サポートセンター元副所長、立教大学大学院ビジネスデザイン研究科元講師、山梨英和大学元講師。

## 人物・経歴
1965年、立教大学経済学部経済学科卒業。大学卒業後、住友信託銀行（現・三井住友信託銀行）入行。
同行香港金融現地法人、ロンドン証券現地法人で10年を超える海外勤務を経験した後、金融法人部、年金業務部、名古屋支店を経て、同行常務取締役に就任。
住信アセットマネジメント株式会社（現・三井住友トラスト・アセットマネジメント）代表取締役社長を務めた後、住信ビジネスサービス等で業務にあたる。
金融機関で42年間の勤務を経て、立教大学総長補佐に就任。立教セカンドステージ（RSSC）の設立に携わり、2008年4月の開校とともに講師を務める。専門は「国際経済と金融」「生きがい創造論」。
また、立教大学大学院ビジネスデザイン研究科講師、山梨英和大学講師を務めた。面倒見が良く、生徒の立場に立った熱心な指導には定評がある。
2020年より在日外国人女性の産前産後サポートと地域、子育てのコミュニティづくりを推進する非営利活動法人Mother's Tree Japanを立ち上げ理事長を務める。また2024年より、日本タンゴ振興協会理事長を務める。